# Майор Ана Мария
Майор Ана Мария (исп. Major Ana María, род. 1969) — мексиканская революционерка и военачальник, одной из первых возглавившая сапатистское восстание в Сан-Кристобаль-де-лас-Касасе, на юго-западе Мексики в начале 1994 года.

## Биография
Майор Ана Мария (это её боевое прозвище) родилась в 1969 году в неизвестном месте в нагорье Чьяпаса в семье цоцилей, одного из народов майя.
В возрасте восьми лет она уже участвовала в мирных акциях протеста. После того, как её брат вступил в Сапатистскую армию национального освобождения (САНО), 13-летняя Ана Мария тоже записалась в нею, став одной из первых женщин, вступивших в эту организацию. Свой поступок она мотивировала тем, что считала необходимым обладать землёй, чтобы иметь возможность обеспечить лучшую жизнь. Особенно, по её мнению, это касалось женщин из числа коренного населения. В САНО сформировались её политические взгляды, там же она научилась пользоваться оружием. Будучи одной из первых женщин в движении сапатистов, она явилась примером для многих других, что привело к возникновению компаньерас (исп. compañeras), женских подразделений САНО. По заявлению Аны Марии, главными требованиями САНО были демократия и свобода.
Во время восстания сапатистов в Сан-Кристобаль-де-лас-Касасе майор Ана Мария командовала батальоном численностью 1000 человек, возглавляя захват муниципального дворца. Будучи майором пехоты, она имела самое высокое воинское звание на своей территории.
Майор Ана Мария участвовала в разработке Женского революционного закона, феминистского закона для женщин из числа индейского и крестьянского населения. Она также входила в состав Подпольного революционного комитета коренных народов (исп. Comité Clandestino Revolucionario Indigena, CCRI). Среди прочего, она подписала коммюнике этого комитета, адресованное федеральному правительству и призывающее к диалогу, «если федеральное правительство выведет свои войска с земель, контролируемых САНО».
В марте 2011 года майор Ана Мария присоединилась к «Маршу за цвета Земли» (исп. La Marcha por el Color de la Tierra), который продолжался 37 дней и прошел от Сан-Кристобаль-де-Лас-Касаса до Мехико. Он состоял из 24 делегатов САНО и представителей множества коренных народов Мексики. Целью этого марша было выполнение соглашений Сан-Андреса, которые обязывали мексиканское правительство признать права коренных народов и автономию в Конституции. Однако с момента подписания соглашений в 1996 году каждый штат Мексики самостоятельно решал, признавать автономию коренных народов или нет.